# L'eredità in corsa
L'eredità in corsa è un film del 1939 diretto da Oreste Biancoli.

## Trama
Una vecchia signora decide di lasciare in eredità a un suo nipote 12 sedie in stile veneziano. Le sedie vengono vendute a un rigattiere e, solo dopo la cessione, il nipote apprende, leggendo una lettera della zia, che nell'imbottitura di una di esse è stata nascosta la somma di 100.000 lire in banconote. Da questo momento, inizia l'inseguimento della sedia che passa per varie mani, con finale sorprendente.

## Produzione
Prodotto dalla Fono - Roma di Salvatore Persichetti in associazione con Tiberia Film, la pellicola è la versione italiana del film tedesco 13 Stühle; girata a Cinecittà nell'estate del 1939 e presentata nelle sale in prima il 2 dicembre 1939.
L'idea, portata più volte sullo schermo in versioni diverse, è presa dal romanzo russo Le dodici sedie (Двенадцать стульев) (1928) degli scrittori satirici Ilja Ilf e Evgenij Petrov. A causa dell'origine ebraica di uno degli autori originali, il soggetto non venne citato nei titoli di testa. L'arco narrativo, in cui un parrucchiere e un antiquario cercano le sedie, è tratto dal primo adattamento cinematografico del romanzo, il film polacco-ceco Dwanaście krzeseł – Dvanáct křesel (Le dodici sedie) diretto da Michał Waszyński e Martin Frič nel 1933 , anche se lì con un finale diverso della storia che si discosta anche dal romanzo originale.

## La critica
Dal Il Popolo d'Italia, del 16 dicembre 1939 « La trama non è originale, ma si lascia tuttavia seguire per la forza dinamica che in ogni ansiosa ricerca degli oggetti smarriti, anche se, come qui, diventa alla fine meccanica, per l'eccessivo ripetersi delle delusioni. La interpretazione e la regia sembrano volenterose. Ma tutta la pellicola è realizzata in forma strettamente economica »